# Ken Riley
Kenneth „Ken“ Pauling Riley (* 21. September 1919 in Waverly, Missouri; † Juni 2015 in Santa Barbara, Kalifornien) war ein US-amerikanischer Maler und Illustrator.

## Leben
Rileys Vater hatte irische Vorfahren, seine Mutter hatte niederländische Vorfahren. Er wuchs in Kansas City auf, studierte am Kansas City Art Institute bei Thomas Hart Benton und danach ab 1941 als Mitglied der Art Students League in New York City bei Frank DuMond. Zudem besuchte er in New York City Abendkurse an der Grand Central School of Art bei Harvey Dunn.
Zunächst verdiente er seinen Lebensunterhalt durch den Verkauf von Illustrationen an verschiedene Pulp-Magazine, auch für die Saturday Evening Post, für National Geographic, für Life und für Reader’s Digest. Dann trat er während des Zweiten Weltkriegs den US-Streitkräften bei, wo er im Rang eines Specialist als Kriegsmaler bei der US Coast Guard diente. Nach dem Krieg malte er als Mitglied der Society of Illustrators im Auftrag des National Park Service Landschaftsbilder vom Yellowstone- und Grand-Teton-Nationalpark. Zudem lehrte er an der Brigham Young University in Utah.
In den frühen 1970er Jahren zog es ihn und seine Frau nach Tucson, Arizona, wo er ein eigenes Atelier hatte und vorwiegend Cowboy- und Indianermotive malte. Riley war Gründungsmitglied der National Academy of Western Art, von 1982 bis zu seiner Emeritierung 2002 Mitglied der Cowboy Artists of America (CAA) und gehörte zur ursprünglich siebenköpfigen Künstlergruppe Tucson 7. Werke befinden sich in namhaften Sammlungen, beispielsweise in der des Eiteljorg Museum of American Indians and Western Art in Indianapolis, der Smithsonian Institution, des Weißen Hauses, des Autry Museum of the American West, des National Cowboy & Western Heritage Museums und des West Point Museums der US Air Force Academy.
Zuletzt lebte er mit seiner Frau im kalifornischen Ort Santa Barbara, wo er 2015 starb.

## Auszeichnungen
Riley war 1993 der erste Preisträger des Eiteljorg Museum Award for excellence in American art. Er erhielt 1995 bei der Jahresausstellung der National Cowboy Hall of Fame den „Prix de West“. Von der Vereinigung Cowboy Artists of America wurde er mit Gold- und Silbermedaillen und dem Artists’ Choice Awards ausgezeichnet.